# デラウェア大学
デラウェア大学（デラウェアだいがく、University of Delaware）は、アメリカ合衆国デラウェア州ニューアークにある半官半民の研究大学。
大学には、デラウェア州ドーバー、ウィルミントン、ルイス、ジョージタウンに衛星キャンパスがある。

## 沿革
Newark Academyは1743年に設立され、Newark Collegeは1833年に設立され、1834年に双方が合併しDelaware Collegeになった。
1913年にデラウェア州の所有となり、1921年にデラウェア大学(University of Delaware)に改名された。

## 学部
大学は次の7つのCollegeで構成されている。
- College of Agriculture and Natural Resources（農業天然資源学部）
- College of Arts and Sciences（教養学部）
- Alfred Lerner College of Business and Economics
- College of Earth, Ocean and Environment
- College of Education and Human Development
- College of Engineering（工学部）
- College of Health Sciences（健康科学部）

大学には次の3つのSchoolもある。
- School of Education（教育学部：College of Education and Human Developmentの一部）
- School of Marine Science and Policy（海洋科学政策学部：College of Earth, Ocean and Environmentの一部）
- School of Public Policy and Administration（公共政策管理学部：College of Arts and Sciencesの一部）

## 著名な卒業生
- ジョー・バイデン - 第46代アメリカ合衆国大統領
- ジル・バイデン - 教育学者、ジョー・バイデンの妻
- クリス・クリスティ - 元ニュージャージー州知事
- ダニエル・ネイサンズ - 微生物学者、1978年ノーベル生理学・医学賞受賞
- Steve Alten - 作家
- Maureen Johnson - 作家
- Tom Carper - アメリカ合衆国上院議員
- ジョージ・リード - アメリカ合衆国上院議員
- ルイス・マクレーン - アメリカ合衆国上院及び下院議員
- スティーヴ・ハリス - 俳優
- Yvette Freeman - 俳優
- スーザン・ストローマン - 演出家、振付家、映画監督、2001年トニー賞受賞
- Jeffrey Sharkey - 作曲家
- Michael Balick - 植物学者
- Ernie Wasson - 植物学者
- Lodewijk van den Berg - 宇宙飛行士
- リッチ・ギャノン - アメリカンフットボール選手
- ジョー・フラッコ - アメリカンフットボール選手
- クリフ・ブランボー - プロ野球選手
- 首藤佐智子 - 言語学者

## 著名な教員
- リチャード・ヘック - 化学者、2010年ノーベル化学賞受賞
- チャールズ・ティリー - 社会学者
- リンダ・ゴットフレッドソン（英語版） - 教育心理学者
- デイヴィッド・L・ミルズ - 計算機工学者